# 威廉·格兰特
威廉·格兰特准将，CMG, DSO & Bar, VD（英語：William Grant，1870年9月30日—1939年5月25日），第一次世界大战期間任澳大利亚陆军上校、临时准将。

## 早年生活和职业生涯
威廉·格兰特1870年9月30日出生于维多利亚州斯托尔，是一名矿工的儿子。他曾就读于布莱顿文法学校和墨尔本大学奥蒙德学院，并于1893年获得土木工程学士学位 (BCE)。他在新南威尔士州从事铁路建设工作，但在1894年父亲去世后，他成为一名牧民，并于1896年购买了昆士兰州达令唐斯（Darling Downs）的鲍文维尔车站（Bowenville Station）。
1901年1月1日，格兰特被任命为昆士兰骑兵步兵中尉。他晋升迅速，于1910年成为第14轻马团的指挥官，并于1911年12月18日从少校晋升为中校。第一次世界大战爆发时，他仍在指挥。
格兰特于1915年3月16日加入澳大利亚帝国军队，指挥第11轻骑兵团。它隶属于第4轻骑兵旅，被下马送往埃及，并于1915年8月26日解散。第11轻马团被派往加里波利，并在那里解散，第2 、第5和第9轻马团各隶属一个中队。 1915年8月29日，第9轻骑兵团指挥官雷内尔中校在 60 号高地的战斗中阵亡，格兰特接管了该团的指挥权。他一直留在第9轻马团，直到1915年12月2日被派往休息营执行任务。
10 月在马格哈拉，第 11 轻骑兵团带领一支纵队在夜间行军穿过沙漠，依靠星星导航。行军的第二天晚上，浓雾笼罩，星星被遮住了，但格兰特显然对位置和方向有着非凡的感知，不知何故，他成功地带领纵队穿过沙漠，在黎明时出现在土耳其军队的正前方。位置。
由于在西奈和巴勒斯坦战役中的贡献，格兰特被授予杰出服务勋章（DSO）。
1917年2月14日，格兰特率领第11轻骑兵团从塞拉皮姆出发，执行从西奈半岛扫荡残余土耳其军队的任务。格兰特从一名英国飞行员那里得知，土耳其人正在撤离内克尔，这是西奈半岛中部的一个重要城镇，大致位于西奈半岛的中心，沙漠山脉的顶部。 2 月 17 日，他的部下带着固定刺刀进入内克尔骑马区。这匹轻快的马在 7 天内行驶了约 150 英里，穿过陡峭且布满岩石的山路。虽然只有少数土耳其人和阿拉伯人被俘，但这一行动标志着西奈半岛战役的结束。
1917年2月，轻马第4旅重组，轻马第11团重新加入。 1917年8月13日，格兰特成为第3轻马旅旅长，并晋升为临时准将。 1917年9月13日，他接任第4轻马旅的指挥，成为上校和临时准将。

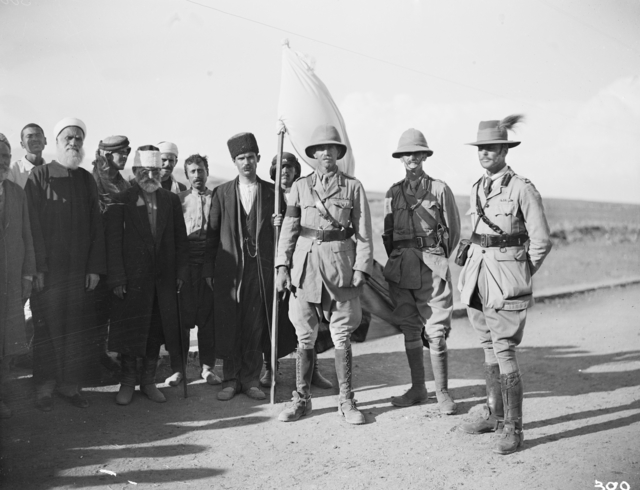
1918年9月28日，在库奈特拉 (Kuneitra) 向澳大利亚骑兵师指挥官霍奇森少将 (左) 投降后，一群人（包括右侧第四旅格兰特准将）在该镇被占领。

沙漠骑警于10月30日晚开始了其最著名的战役。战术与拉法和马格达巴类似，骑兵夜间突然行军，包围贝尔谢巴敌军阵地左后方，从东面进攻，步兵从南面正面进攻。澳新军团骑兵师被困在俯瞰贝尔谢巴的特尔萨巴山上，守军坚守在那里，直到当天晚些时候被新西兰人占领。
哈里·乔维尔中将命令格兰特尝试对贝尔谢巴发动骑兵攻击，他的目标是在城镇水井被摧毁之前占领它们。轻马没有带剑，但几天前就已经磨利了刺刀尖，预料到了这样的战术。第4轻骑兵团和第12轻骑兵团将各自的中队排成三列，每列相距约300至500米。他们像剑一样挥舞刺刀，小跑前进，英国诺茨炮台的13磅炮压制着土耳其机枪。格兰特最初走在前面，但当纵队朝着正确的方向前进时，他又回到了预备队，以控制他们随后的行动。土耳其的三座炮台与轻骑兵对抗，但他们前进的速度如此之快，土耳其人无法射程到他们。轻装骑兵蜂拥而至土耳其阵地并冲进城镇，在十七口井被摧毁之前占领了除两口之外的所有井。第二天，总司令埃德蒙·艾伦比爵士将军亲自为格兰特授予了 DSO勋章。
格兰特于1917年12月15日至1918年1月2日期间担任澳大利亚骑兵师代理指挥官。
1918年5月突袭埃斯索尔特期间，格兰特的第 4 轻骑兵旅被赋予守卫侧翼的任务。当计划失败后，土耳其的主要打击落在了他的旅身上。轻骑兵奋勇作战，但土耳其人用猛烈的炮火和机枪射击，将他们赶出了阵地。格兰特设法避免了被淹没，并能够在夜间顺利撤退。支援该旅的十二门英国炮中的九门被损失。格兰特因丢失枪支和错误的防御阵地而受到指责。
在他的最后一场战役中，格兰特奉命占领太巴列湖南岸的塞马赫镇。由于格兰特旅只有一半的兵力，他在夜间的快速进攻和月光下的拔剑攻击让守军大吃一惊。格兰特用他的机枪减少了敌人的火力。驻军中有一半是德国人，他们奋勇作战，轻骑兵不得不从一栋楼战斗到另一栋楼，但最终还是占领了这座城镇。
格兰特于1918年11月8日至12月24日期间指挥澳大利亚骑兵师。由于他的贡献，他在1919 年新年授勋仪式中被授予圣迈克尔和圣乔治勋章(CMG)。

## 战后
格兰特于1919年4月29日启程前往澳大利亚，并于1920年至1925年期间指挥第一骑兵旅。 1928年，他从军队退役。
战后，格兰特回到了他在鲍文维尔的房产，但他于1931年将其出售并搬到了布里斯班。 1934年，他在昆士兰州南部迪兰班迪（Dirranbandi）附近购买了另一处房产